# (864) Aase
Aase és l'asteroide número 864. Pertany a la família Flora. Va ser descobert per l'astrònom Karl Wilhelm Reinmuth des de l'observatori de Heidelberg (Alemanya), el 30 de setembre de 1921.